# Giannīs Kontoes
Giannīs Kontoes (in greco Γιάννης Κοντοές?; Atene, 24 maggio 1986) è un allenatore di calcio ed ex calciatore greco, di ruolo difensore.

## Carriera

### Giocatore
Ha giocato nella massima serie dei campionati greco e rumeno.